# Cygwin/X

Cygwin/X es un servidor de pantalla

Cygwin/X es una herramienta para Cygwin, que permite ejecutar aplicaciones para X11.
Está registrado con licencia GPL. 
Es una gran ayuda cuando tienes que trabajar con programas Unix (Gráficos) y tienes un sistema Windows. Esto es posible gracias a Cygwin, que puede ejecutar programas Unix (Consola) en un entorno windows. Y Cygwin/X instalado en forma de paquete, le permite ejecutar los programas desarrollados para X11. 